# Нуньес, Ричард
Ричард Дарио Нуньес Перейра (род. 16 февраля 1976) — уругвайский футболист. Играл на позициях нападающего и полузащитника. Выступал за национальную сборную Уругвая.

## Клубная карьера
Нуньес начал свою карьеру в клубе «Данубио». Нападающий быстро закрепился в основе и постепенно начал прогрессировать. В 2000 году он перешёл в швейцарский «Грассхоппер». В сезоне 2000/01 Ричард сыграл 9 матчей и забил 9 голов. В следующем сезоне он забил 28 мячей в 36 играх чемпионата. В сезоне 2002/03 уругваец сыграл 35 матчей и забил 27 мячей. В том сезоне его клуб выиграл чемпионат Швейцарии. После того успеха его результативность начала падать: 2003/04 - 33 матча (17 голов) , 2004/05 - 13 (5). В 2005 году Нуньес перешёл в мадридский «Атлетико». В сезоне 2004/05 его клуб занял 11 место, а сам нападающий забил лишь 2 гола в ворота соперников.
Нуньес подписал контракт с клубом «Крус Асуль». Он дебютировал в составе клуба 13 августа 2005 года в матче против «Текоса». В той игре ему удалось оформить покер. Больше в том сезоне он не забивал. Сезон 2005/06 Ричард провёл в клубе «Пачука», в составе которого он выиграл Клаусуру. В 2006 году уругваский футболист подписал новый контракт с клубом до 2008 года. Сезон 2006/07 он провёл на неплохом уровне, так как в 32 матчах нападающий забил 9 голов. Первую половину сезона 2007/08 футболист провёл в «Крус Асуле», в составе которого он сыграл 15 матчей (3 гола). В 2008 году он перешёл в «Америку». Сумма трансфера составила 1 250 000 долларов. Он не сумел заиграть в столичной команде из-за высокой конкуренции в линии атаки. Уругваец провёл за клуб 15 матчей в чемпионате Мексики, в которых забил лишь один гол.
Следующий сезон Ричард Нуньес провёл в составе «Пеньяроля». Он был игроком стартового состава, много забивал, но его клуб занял лишь 7 место в турнирной таблице. С 2010 по 2012 уругвайский футболист играл за ещё один клуб из столицы - «Рамплу Хуниорс». Нападающий завершил карьеру в клубе Данубио , в составе которого он делал первые шаги в футболе.

## Сборная Уругвая
Ричард Нуньес сыграл 9 матчей за сборную Уругвая в 2003-2005 гг.

## Достижения
- Чемпион Швейцарии: 2002/03
- Лучший бомбардир чемпионата Швейцарии: 2001/02 (28 мячей), 2002/03 (27 мячей)
- Чемпион Мексики: Клаусура 2006